# ستيف بانوس
ستيف بانوس (4 فبراير 1988 في الولايات المتحدة - ) (بالإنجليزية: Steve Panos)‏ هو لاعب كرة سلة أمريكي في مركزي الوسط وهجوم قوي الجسم. لعب مع نادي قولة لكرة السلة ‏ وKolossos Rodou B.C. ‏.

## وصلات خارجية
- ستيف بانوس على موقع DraftExpress.com (الإنجليزية)
- ستيف بانوس على موقع كلية كرة السلة في سبورتس رفرنس.كوم (الإنجليزية)
- ستيف بانوس على موقع ريلجم (الإنجليزية)
- ستيف بانوس على موقع بروبوليرز (الإنجليزية)